# Queijo São Jorge

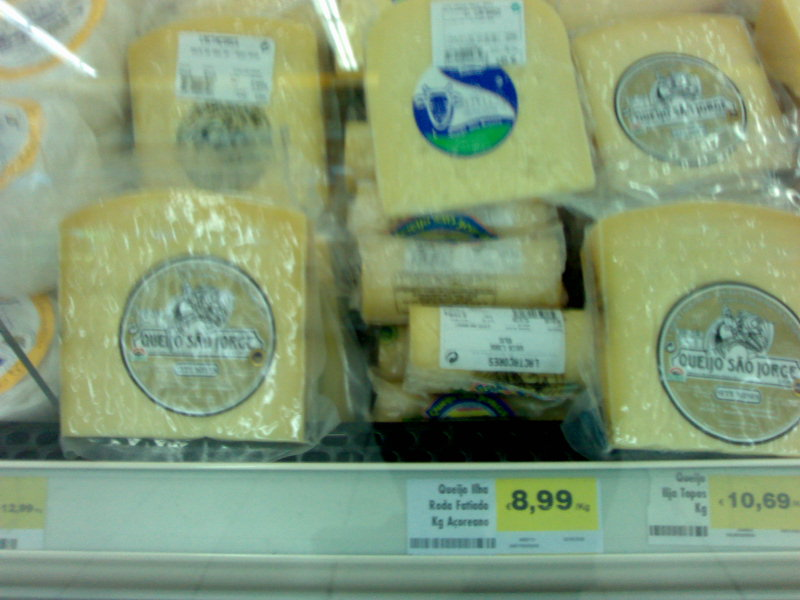
Fatias de queijo São Jorge

Queijo São Jorge é uma denominação de origem protegida (DOP) legalmente reservada a certo tipo de queijo fabricado com leite de vaca cru na ilha de São Jorge, Açores, a qual para efeitos de produção constitui, na sua totalidade, a Região Demarcada do Queijo São Jorge. As características do Queijo São Jorge, a sua forma de fabrico e de certificação estão fixadas no Decreto Regulamentar Regional n.º 24/86/A, de 9 de Julho, sendo a entidade certificadora do produto a Confraria do Queijo de São Jorge, e o agrupamento gestor da DOP a UNIQUEIJO - União de Cooperativas Agrícolas da Ilha de São Jorge, uma entidade aglomeradora das cooperativas de produção de queijo da ilha. O queijo que não é certificado, por não obedecer aos critérios legais ou por ser produzido por entidades não associadas da Uniqueijo, é comercializado com a designação de Queijo Ilha ou Queijo da Ilha. São produzidas cerca de 1800 toneladas de queijo certificado por ano.

## Características do Queijo São Jorge
Nos termos do fixado no anexo ao Decreto Regulamentar Regional n.º 24/86/A, de 9 de Julho, o Queijo São Jorge terá de satisfazer cumulativamente as seguintes condições:
1. Ser um queijo produzido exclusivamente na ilha de São Jorge, curado, de consistência firme, pasta amarelada, dura ou semi-dura, com olhos pequenos e irregulares disseminados na massa, que apresente uma estrutura quebradiça, obtido por dessoramento e prensagem após a coagulação, exclusivamente com coalho animal, de leite de vaca inteiro e cru.
2. A pasta ser dura ou semi-dura, gorda, com um teor de humidade de 49% a 63%, referida ao queijo isento de matéria gorda, e com um teor mínimo de matéria gorda de 45%, referida ao resíduo seco, considerando um período mínimo de cura de três meses.
3. O queijo ter forma cilíndrica, regular, tipo roda, com dimensões que oscilem entre 25 cm a 35 cm de diâmetro e 10 cm a 15 cm de altura.
4. A crosta do queijo ter consistência dura, cor amarelo-escura, por vezes com manchas castanho-avermelhadas, e de aspecto liso, bem formada, revestida ou não de parafina ou de outros revestimentos plásticos adequados e incolores.
5. A pasta ter textura firme, por vezes quebradiça, de cor amarelada, com muitos olhos pequenos irregulares e desigualmente repartidos na massa.
6. Ter aroma e sabor caracterizados por um bouquet forte, limpo e ligeiramente picante, particularidades que se acentuam com o seu envelhecimento.
7. Ter o queijo peso compreendido entre 8 kg e 12 kg.
8. O queijo ter sofrido maturação em condições de ambiente natural ou climatizado com temperatura do ar de 12 ℃ a 14 ℃, humidade relativa do ar de 80% a 85% e ventilação moderada, durante um tempo mínimo de cura ou maturação de três meses.
9. O produto ter sido conservado na armazenagem, transporte e retalho entre 0 ℃ e 10 ℃.

## Forma de produção
O Queijo São Jorge é fabricado exclusivamente com leite de vaca inteiro e cru, produzido na ilha de São Jorge. O leite é coagulado por coalho animal, após a adição, como auxiliar de acidificação, de lacto-soro obtido do fabrico anterior.
O coalho assim conseguido deixa-se repousar até que, tendo a massa atingido a consistência desejada, se extrai o soro, focando a massa em seco, à qual se adiciona sal refinado de boa qualidade, à razão de 2,8 % em peso.
No encinchamento coloca-se numa das bases um selo de caseína, com numeração consecutiva e um código atribuído a cada produtor, o que permite determinar a idade, o fabricante e os demais elementos necessários ao controlo de qualidade final do queijo.
Após a prensagem, o queijo permanece em câmaras de cura à temperatura ambiente durante cerca de um mês, passando depois para câmaras de cura climatizadas, onde sofre o acabamento aí permanecendo até aos noventa dias.
Os queijos seleccionados pela sua qualidade e respeito pelas normas legalmente fixadas são submetidos à certificação, com verificação das características organolépticas por câmara de provadores, e armazenados a temperaturas baixas de conservação até à sua saída para o mercado.

## Certificação DOP
A 22 de Novembro de 1991, constituiu-se por escritura pública, a Confraria do Queijo de São Jorge, a qual, por aviso do IAMA (Instituto de Alimentação e Mercados Agrícolas) de 22 Novembro de 1994, foi reconhecida como o organismo privado de controlo e certificação do Queijo São Jorge, resultante da aplicabilidade directa em todos os Estados Membros do Regulamento (CEE) nº 2081/92 do Conselho, de 14 de Julho de 1992, relativo à protecção das indicações geográficas e denominações de origem dos produtos agrícolas e dos géneros alimentícios (entretanto revogado e substituído pelo Regulamento (CE) n.º 510/2006 do Conselho, de 20 de Março de 2006), e do Regulamento (CEE) nº 2082/92 do Conselho, de 14 de Julho de 1992, relativo aos certificados de especificidade dos produtos agrícolas e dos géneros alimentícios (entretanto revogado e substituído pelo Regulamento (CE) n.º 509/2006 do Conselho, de 20 de Março de 2006).
A Confraria passou a gozar do estatuto de utilidade pública pelo Despacho n.º 649/2006, de 4 de Julho, do Presidente do Governo Regional dos Açores.
Sendo a entidade certificadora do produto a Confraria do Queijo de São Jorge, o agrupamento de produtores gestor da Denominação de Origem Protegida é a UNIQUEIJO - União de Cooperativas Agrícolas da Ilha de São Jorge, sita na Beira, concelho das Velas.

## História
O início da produção de queijo na ilha de São Jorge parece ter ocorrido nos primórdios da sua colonização, já que o historiador Gaspar Frutuoso, escrevendo cerca de um século após a estruturação do povoamento da ilha, diz nas Saudades da Terra (Livro VI, capítulo 33.º, intitulado Da Descrição da Ilha de S. Jorge), que Há nela muito gado vacum, ovelhum e cabrum, do leite do qual se fazem muitos queijos em todo o ano, o que dizem ser os melhores de todas as ilhas dos Açores, por causa dos pastos…. Esta dependência entre a qualidade dos queijo e as pastagens foi confirmada pela história e pelos estudos agronómicos modernos.
As condições edafo-climáticas excelentes para a produção de pastagem existentes na ilha e a introdução, ainda antes do seu povoamento, de gados, fizeram com que, desde o início, os habitantes recorressem ao fabrico de queijos como reserva alimentar e forma de aproveitamento do excesso de produção de leite face ao seu consumo em natureza. Por outro lado, a especificidade dos queijos feitos em São Jorge, para além da perícia e dos saberes dos queijeiros jorgenses, é atribuível às características dos pastos abundantes nas zonas de média e elevada altitude, caracterizados pela existência na pastagem das chamadas ervas de misturas, uma consociação natural de gramíneas e leguminosas, que lhes dá particulares características que se reflectem nas propriedades organolépticas do leite ali produzido.
Outro factor potenciador da precocidade do desenvolvimento da produção de queijo em São Jorge foi a presença de numerosos flamengos entre os seus primeiros povoadores, com destaque para o grupo capitaneado por Willem van der Hagen, o antepassado dos actuais Silveiras da ilha. Estes povoadores vieram encontrar nas zonas altas da ilha um clima semelhante ao da sua terra de origem onde estavam habituados a produzir carne, leite e lacticínios, com destaque para os queijos
José Pereira da Cunha da Silveira e Sousa Júnior, agrónomo e um dos maiores produtores de queijo dos finais do século XIX, escreveu em 1887 que Em S. Jorge, cognominada a terra do queijo e onde há mais de um século se manipula industrialmente o leite, tem-se em bem verdade, multiplicado o número de fabricantes…. Tal implica, como aliás o provam os registos municipais e dos conventos da ilha, que já em meados do século XVIII, o fabrico de queijo se expandira bastante, exportando-se para as restantes ilhas dos Açores e mesmo para o exterior do arquipélago. Por essa altura já se distinguia o queijo da terra’’ (o antepassado do actual Queijo São Jorge) do queijo flamengo.
Esta destrinça evoluiu ainda mais quando, por influência da família Cunha da Silveira, grandes proprietários e produtores de queijo, foram introduzidas algumas melhorias tecnológicas na produção de queijo, recorrendo-se à vinda de técnicos estrangeiros. Foi assim que São Jorge recebeu nessa época a visita dum profissional hamburguês (…) de nome Fernand Ranchel, que assentou arraiais, no lugar do Loural, junto à povoação do Toledo, onde se dedicou ao fabrico de um queijo de pasta dura, por certo o modelo donde saiu o "queijo de São Jorge", conhecida pelo nome de "queijo da terra", sucedâneo dos primeiros tipos de pasta mole e semi-dura até aí usados pela indústria caseira. Este facto deve datar do princípio do século passado, ou seja de princípios do século XIX.
Sabe-se que há cerca de duzentos anos, o queijo de São Jorge já tinha a forma actual, cilíndrica, volumosa, tipo "roda", tendo-se chegado a produzir alguns, por encomenda especial, com tais dimensões e peso que eram necessários alguns homens para o transportarem. Ernesto Rebelo, refere-se a uma queijo para oferta, de enormes proporções, que o fidalgo Jorge da Cunha mandou fabricar em São Jorge para obsequiar o seu amigo D. José Pegado de Azevedo, bispo de Angra, quando este visitou a ilha do Faial.
O Queijo são Jorge é assim o produto de quase quinhentos anos de evolução na produção de queijo de leite de vaca, mantendo as característicos específicas que o clima e a vegetação das pastagens da ilha determinam por via do leite cru utilizado. Quanto à forma e consistência da pasta, parece ter ganho as suas características actuais há cerca de 200 anos, mantendo-se desde aí relativamente constante. Um passo fundamental na regulação da produção do queijo foi dado em 1986, com a criação da Região Demarcada do Queijo de São Jorge e a regulamentação do registo de Denominação de Origem Protegida (DOP) atribuído à marca Queijo São Jorge.

## Valor económico
Segundos dados de 2019, foram produzidos neste ano cerca de 1.015.491 kg de Queijo São Jorge DOP, sendo o queijo com DOP mais produzido em Portugal (cerca de 53,9% da produção nacional). O preço médio do queijo, incluindo IVA, foi de 6,41 euros por kg. 
Apesar de serem produzidas apenas 1800 toneladas por ano[carece de fontes?], a partir de leite fornecido por cerca de oitocentos produtores agrupados em nove cooperativas, o Queijo São Jorge mantém-se como um dos pilares da economia de São Jorge, malgrado os constantes problemas de gestão que têm afectado as estruturas produtoras.
Em 1991 foi criada uma confraria, denominada Confraria do Queijo de São Jorge, à qual foram atribuídas funções na constituição da câmara de provadores para certificação na estrutura associada à UNIQUEIJO, a estrutura gestora da produção.

### Produção
O sistema produtivo do Queijo São Jorge DOP é composto por 203 explorações abastecedoras de leite e 3 queijarias certificadas (dados de 2020).